# Synstemon
Synstemon là chi thực vật có hoa trong họ Cải.